# Lucie Domeier
Sophie Lucie Domeier (geb. Esther Gad, gesch. Esther Bernard, auch Lucie Bernard; * 1767 in Breslau; † 13. Januar 1836 in London) war eine deutsche Schriftstellerin und Übersetzerin jüdischer Herkunft. Außer durch ihre Reisebeschreibungen wurde sie vor allem als Briefpartnerin Jean Pauls und Rahel Varnhagen von Enses bekannt.

## Leben

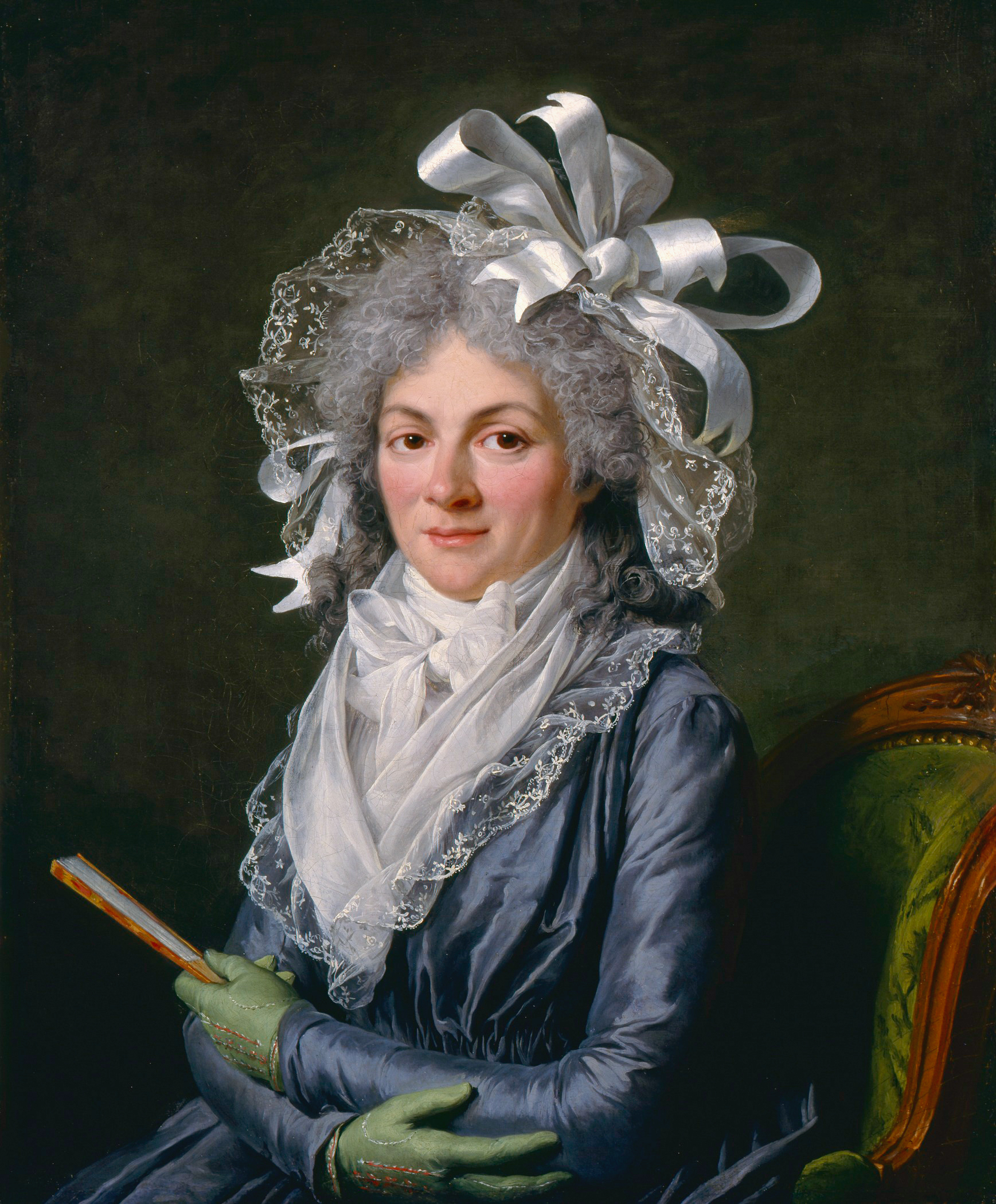
Lucie Domeiers Berliner Freundin Madame de Genlis, gemalt von Adélaïde Labille-Guiard im Jahr 1780.

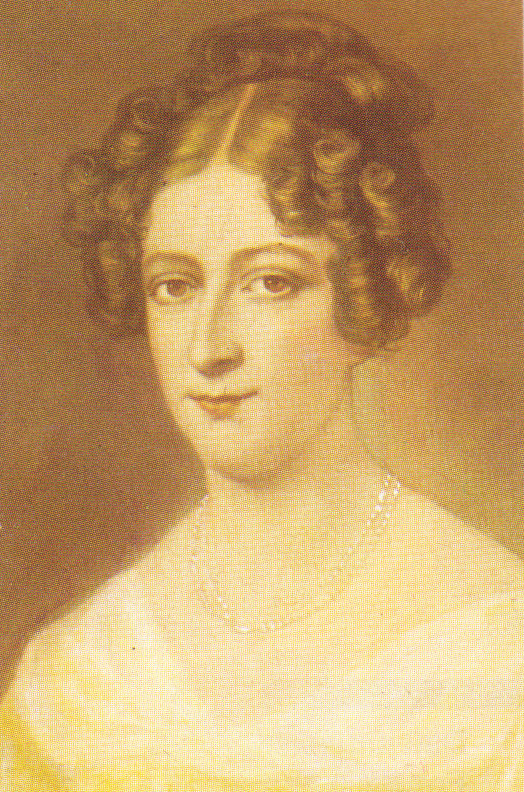
Die langjährige Brieffreundin Rahel Varnhagen von Ense, um 1800.

Lucie Domeier wurde als Esther Gad 1767 in eine wohlhabende jüdische Familie geboren. Ihr Vater war Raphael ben Gad (um 1745 in Glogau; gest. 15. Oktober 1808 in Breslau), der sich als Jude erst nur eine begrenzte Zeit in Breslau aufhalten durfte und später als generalprivilegierter Jude ständiges Aufenthaltsrecht für sich und seine Familie erhielt. Esther Gads Mutter Nissel (um 1741–1793) war eine Tochter des Oberrabbiners Jonathan Eybeschütz (1690–1764). Nach dem Tod ihrer Mutter heiratete Raphael ben Gad am 15. Oktober 1793 Jittel Fürst, die ihrerseits 1812 den Namen Henriette Gad annahm. Esthers Geschwister waren Christian Isaak Gad (* um 1764; † 30. April 1847 in Breslau), der mit Eleonore Julie, geb. Ascher (* um 1775; † 19. Juli 1850 in Berlin) verheiratet war, und Line Gad (* um 1774; † 19. Februar 1843 in Breslau), die unverheiratet blieb. Kinder des Christian Isaak und der Eleonore Julie Gad, Lucie Domeiers Nichten und Neffe, waren Antonie Gad (* 20. Oktober 1792), später verheiratet mit Ernst Gottlieb Faltz, Staats- und Konsistorialrat in Warschau, Johann Wilhelm Gad (* 1. Januar 1794; † 16. Oktober 1870 in Berlin), Jurist und Obertribunalrat, sowie die unverheiratet gebliebene Christiane Mathilde Gad (* 8. Dezember 1801; † 24. Juni 1853 in Berlin).
Esther Gad zeigte bereits im jugendlichen Alter einen Drang nach intensiver Bildung. Ihr Bruder Christian Isaak Gad, der zu diesem Zeitpunkt bereits in Dresden lebte, wurde für sie zu einem Vorbild, indem er ihr Bildung vermittelte. Mit 13 Jahren lernte sie Französisch und später Italienisch und Englisch. Mit 16 Jahren durfte sie anlässlich der Thronbesteigung Friedrich Wilhelms II. im Oktober 1786 eine Grussadresse überreichen und dem preußischen König mit einem Handkuss huldigen.
Esther Gad wurde 1791 in Breslau mit dem Kaufmann Samuel Bernard aus Frankfurt (Oder) verheiratet und bekam in den folgenden Jahren drei Kinder. Bereits 1796 ließ sie sich von Samuel Bernard scheiden und ging nach Dresden, wo sie im Haus des Oberhofkapellmeisters Johann Gottlieb Naumann lebte und u. a. mit der Schriftstellerin Elisa von der Recke verkehrte.
Um ihrem Sohn Jonas eine gute Ausbildung zukommen zu lassen, zog Esther Gad 1799 nach Berlin, wo sie Rahel Varnhagen von Ense persönlich kennenlernte, mit der sie bereits in den 1790er Jahren einen Briefwechsel geführt hatte. Sie trat mit Dorothea Veit, Henriette Herz und Madame de Genlis in freundschaftlichen Kontakt und lernte ihren zweiten Ehemann Wilhelm Friedrich Domeier kennen, der zuvor der Arzt des Prinzen Eduard, Herzog von Kent war und seit 1792 in Diensten des Prinzen August Friedrich von Sussex stand. Esther Gad konvertierte 1801 zum Christentum und nahm die Vornamen Sophie und Lucie an. Sie folgte Wilhelm Friedrich Domeier im selben Jahr nach Großbritannien und begleitete ihn auf eine Reise, die der Prinz unternahm. Das Paar heiratete in Lissabon am 27. Juni 1802. Der Sohn August Edward Domeier kam am 20. Februar 1804 zur Welt.
Die Jahre 1802 und 1803 waren von längeren Aufenthalten in Portugal geprägt, die Lucie Domeier in ihren Reiseerzählungen verarbeitete. Später lebte sie eine längere Zeit auf Malta, bevor sie sich in London niederließ, wo ihr Mann 1815 starb. In den folgenden Jahren pflegte Lucie Domeier in London Kontakte zu Walter Scott und Lord Byron und unternahm zahlreiche Reisen, u. a. 1822 nach Deutschland. In Berlin pflegte sie bei der mit ihr verschwägerten Salonière Philippine Cohen geb. Bernhard zu wohnen. Sie selbst bezeichnete sich in einem Brief an Rahel Varnhagen als „vielgewanderter weiblicher Ulisses“. Im hohen Alter erblindete sie und lebte weltabgewandt in London, wo sie möglicherweise auch verstarb.

## Die Schriftstellerin Lucie Domeier
Lucie Domeier wurde erstmals 1790 schriftstellerisch aktiv, als ihr Gedicht Auf die errichtete Wilhelms-Schule in Breslau bei der Eröffnung von ihr selbst verlesen und in der Festschrift zur Gründung veröffentlicht wurde. Eines ihrer bekanntesten Werke ist die 1798 teilweise in Briefform gehaltene Streitschrift Einige Aeusserungen über Hrn. Kampe'ns Behauptungen, die weibliche Gelehrsamkeit betreffend, mit der sie sich mit Joachim Heinrich Campes 1789 erschienener Schrift Väterlicher Rath für meine Tochter auseinandersetzt. Sie wandte sich in ihrem Werk gegen eine Reduzierung der Frau auf ihre Funktion als Hausfrau und Mutter und verteidigte das Recht der Frau auf höhere Geistesbildung und Gelehrsamkeit, was ihr die Bezeichnung „deutsche Wollstonecraft“ einbrachte. Sie wurde in der Folgezeit mit schlesischen Autoren wie Christian Garve, Johann Gottlieb Schummel und Georg Gustav Fülleborn bekannt.
Literarischen Erfolg hatte sie auch mit ihren Reisebeschreibungen aus England und Portugal, die 1802 und 1803 erschienen. Da sie eine große Musik- und Opernliebhaberin war, sind die detaillierten Beschreibungen, die sie in ihrem Tagebuch hinterließ, von großer Bedeutung für die Untersuchung der musikalischen Praktiken in Portugal zu dieser Zeit. Sie war als Übersetzerin aus dem Englischen und Französischen tätig und übersetzte in den Jahren 1800–1803 unter anderem Die beiden Mütter ihrer Berliner Freundin Madame de Genlis. Die Übersetzung Marcus und Monimia aus dem Englischen gilt als ihr erster literarischer Versuch, auch die Übersetzung des Leucado, Briefe aus Spanien, mit einem Briefe an Herr Tieck stammt von ihr.

## Briefwechsel

### Briefwechsel mit Rahel Varnhagen von Ense
Bereits 1795 begann der Briefwechsel zwischen Lucie Domeier und Rahel Varnhagen von Ense, der zu Beginn bis 1796 andauerte. Bereits 1800 wurde er für ein Jahr wieder aufgenommen und ab 1815 bis 1821 fortgesetzt. Auf Anfrage Karl August Varnhagen von Enses erklärte Lucie Domeier 1833, keine Briefe Rahels mehr zu besitzen.
Lucie Domeier führte auch einen regen Briefwechsel mit Henriette Herz, der jedoch nicht überliefert ist.

### Briefwechsel mit Jean Paul

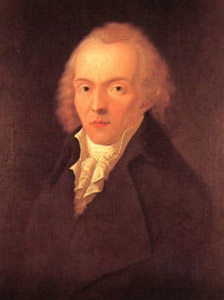
Jean Paul um 1797, als er zum ersten Mal mit Lucie Domeier zusammentraf

Lucie Domeier und Jean Paul trafen erstmals im Juli 1797 in Franzensbad zusammen, wo der Dichter die Schriftstellerin Emilie von Berlepsch besuchte. Die Vermittlung übernahm dabei die Gräfin Schlabrendorf, die eine Anhängerin des Dichters war. Die Brieffreundschaft wurde durch Lucie Domeier begonnen, die Jean Pauls Schrift Hesperus oder 45 Hundposttage mehrfach gelesen hatte. Der Briefwechsel 1797 dauerte jedoch nur ein halbes Jahr, in dem Jean Paul nur selten auf Lucie Domeiers Briefe reagierte. Erst 1800 wurde die Korrespondenz wieder aufgenommen, da sich Jean Paul in Berlin aufhielt, wo auch Lucie Domeier lebte. Lucie Domeier führte Jean Paul in verschiedene Salons und Diskussionszirkel ein, z. B. in die Feßlersche Mittwochsgesellschaft. In einem Brief an Jean Paul bekannte sie:

„Ich kenne keinen Schriftsteller ältrer oder neurer Zeiten, der so allgemein von den Weibern geliebt wurde, als Sie. Dies anzuführen, muß ihr Biograph einst nicht vergessen.“

Einer der letzten erhaltenen Briefe Lucie Domeiers an Jean Paul wurde im April 1801 verfasst. Der letzte erhaltene Brief Jean Pauls an Lucie Domeier ist nur als Konzept erhalten und auf den 3. März 1804 datiert. Insgesamt sind 14 Briefe Lucie Domeiers erhalten, jedoch nur wenige Briefe und Billets von Jean Paul. Trotzdem muss davon ausgegangen werden, dass beide bis zum Tod Jean Pauls in Kontakt blieben. Kurz nach dessen Tod schrieb Lucie Domeier an Rahel Varnhagen von Ense:

„Und so ist auch Jean Paul todt. es kommt mir immer sonderbar vor wenn Menschen mit so viel Geist sterben. Die Dummen sind immer halb todt!“

## Werke
- Gedicht, von Esther Bernhard, geb. Gad. In: Nachricht von dem, unter dem Namen Wilhelms-Schule, zu Breslau errichteten Institut, zu einer verbesserten Unterweisung der Kinder dasiger Juden-Gemeinde und der am 15ten März 1791. erfolgten feyerlichen Einweihung desselben. Gedruckt mit Grassischen Schriften, Breslau 1791, S. 85–88 (vollständig einsehbar in google books).
- Einige Aeusserungen über Hrn. Kampe’ns Behauptungen, die weibliche Gelehrsamkeit betreffend. . In: Der Kosmopolit. Eine Monathsschrift zur Beförderung wahrer und allgemeiner Humanität. Hrsg. von Christian Daniel Voß, Bd. 3, Halle 1798, S. 577–590.
- E. Bernard geb. Gad: Etwas über Schiller’s Piccolomini auf dem Berliner Theater. Berlin, den 15ten Februar 1799. In: Denkwürdigkeiten und Tagesgeschichte der Mark Brandenburg und der Herzogktümer Magdeburg und Pommern. Hrsg. v. Johann Wilhelm Andreas Kosmann und Theodor Heinsius, Bd. 7, Januar bis Juni 1799, S. 382–389 (Digitalisat).[17]
- Nachrichten aus dem Dresdner Museum. 1799.[18]
- Lissabon. 1802.[19]
- E. Bernard geb. Gad: Briefe während meines Aufenthalts in England und Portugal an einen Freund. Campe, Hamburg Teil 1, 1802. (Digitalisat Teil 1).
- Lucie Bernard geb. Gad: Neue Reise durch England und Portugal. In Briefen an einen Freund. Campe, Hamburg 1803. (Digitalisat Teil 2).
- Die Portugiesinnen. 1803.[20]
- [Lucie Domeier]: Kritische Auseinandersetzung mehrerer Stellen in dem Buche der Frau von Staël über Deutschland. Mit einer Zueignungsschrift an den Herrn Jean Paul Richter. Aus dem Englischen übersetzt von der Verfasserin des Originals. Hahn, Hannover 1814. (Digitalisat).
- An appendix of the description of Paris. Leigh, London 1820. (Digitalisat).

Lucie Domeier veröffentlichte weitere kleinere prosaische und poetische Arbeiten in Journalen und Sammlungen, z. B. im Niederschlesischen Magazin und in der Berlinischen Monatsschrift. Sie schrieb zudem einen Roman mit dem Titel Die Geschwister, der auf zwei Bände konzipiert war, jedoch vermutlich nie vollendet wurde. Der erste Teil des Romans, den Jean Paul anerkennend gewürdigt hatte, wurde im Herbst 1800 verschiedenen Berliner Verlegern angeboten, jedoch entschied sich keiner zum Druck. Der Roman ging verloren.

## Zitate
„Das Recht des halben Menschengeschlechts ist der höchste Gegenstand der Moral, der von allen Seiten betrachtet werden muß, um es endlich von der rechten zu werden [...]“